# Arquitectura neoclásica en Rusia

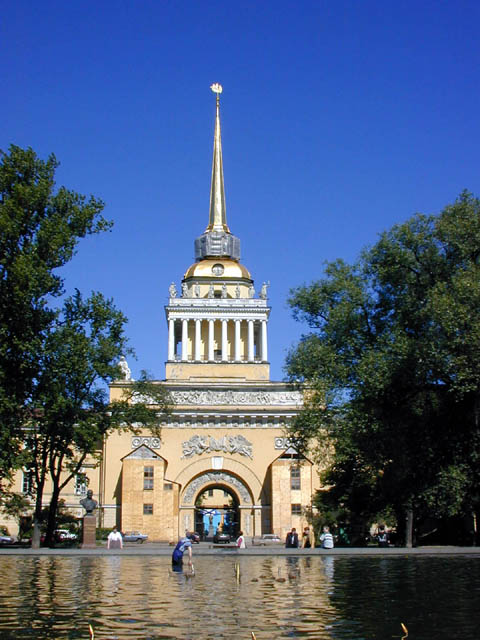
Andreián Zajárov, Almirantazgo de San Petersburgo

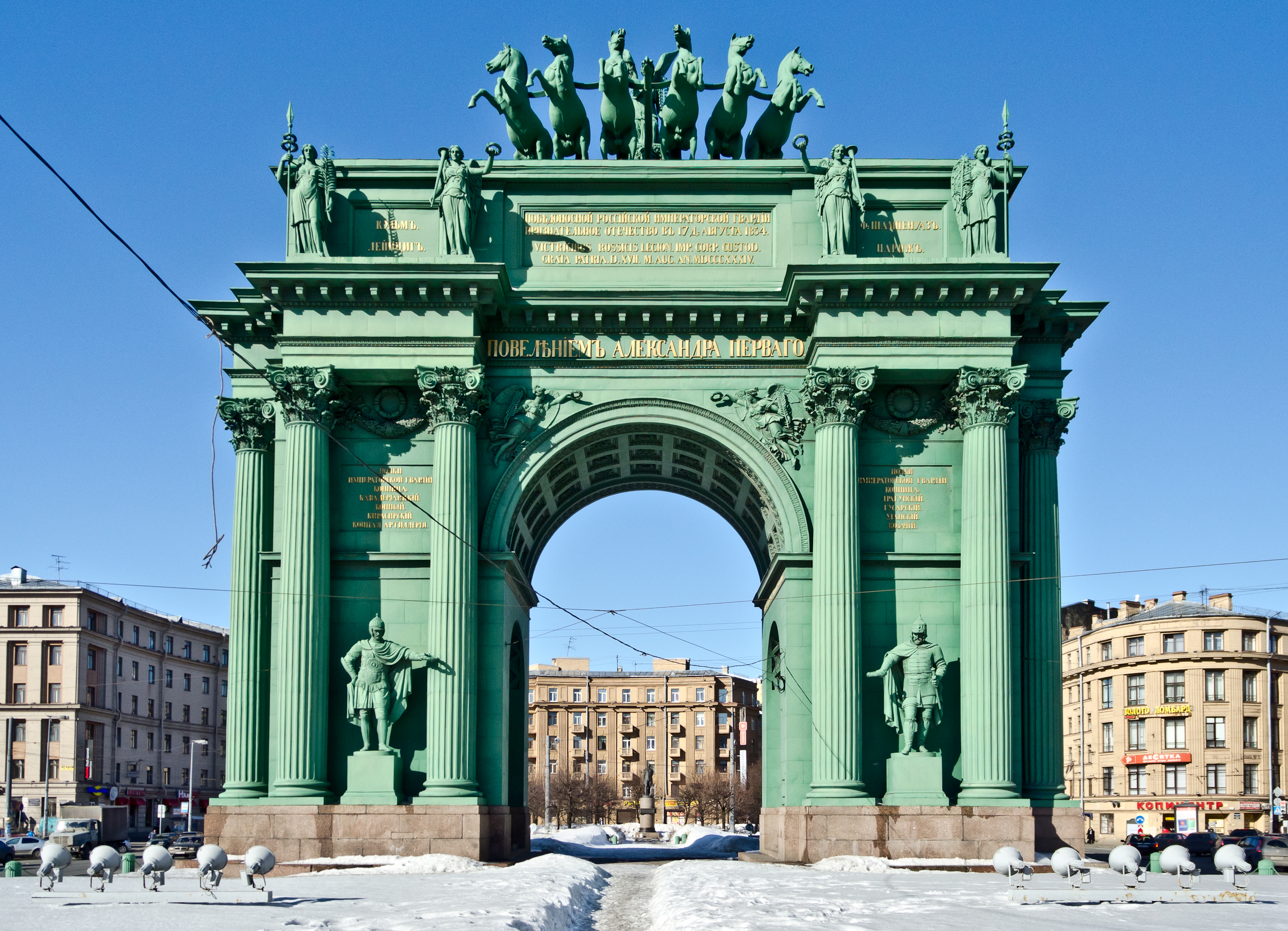
Giacomo Quarenghi, Arco de Triunfo de Narva (1814), San Petersburgo

La arquitectura neoclásica en Rusia se desarrolló durante la segunda mitad del siglo XVIII, especialmente después del ascenso al trono de Catalina II, que se convirtió en emperatriz de Rusia el 28 de julio de 1762. Allí, hasta aproximadamente 1760, se siguen encontrando espacios al gusto rococó del italiano Bartolomeo Rastrelli (véase el palacio de Invierno). Fue Catalina la Grande quien introdujo el neoclásico en la capital, encargando a un arquitecto francés, Jean-Baptiste Vallin de la Mothe (1729-1800), algunos palacios, como la Academia Imperial de las Artes.
En 1779, Giacomo Quarenghi (1744-1812) aceptó la invitación de viajar a San Petersburgo, donde permaneció durante el resto de su vida, convirtiéndose en el arquitecto oficial de Catalina II; entre 1780 y 1785, transformó San Petersburgo en una capital moderna siguiendo el ejemplo de una ciudad clásica. Construyó muchos palacios y puso de moda un original estilo monumental, de inspiración palladiana, reencontrable, por ejemplo, en el a la vez sobrio y austero palazzo inglese del parco di Peterhof (1781-1789, destruido) más que en el más rico Teatro del Hermitage (1782 -1785).
Al mismo tiempo, también estaba activo el escocés Charles Cameron (1743-1812), autor de la Galleria Cameron en el palacio de Catalina en Tsárskoye Seló, donde retomó el estilo del inglés Adam, y el palacio del Gran Duque Pablo en Pávlovsk, construido en 1781 y 1796. En el parque del palacio de Pávlovsk, Cameron erigió el primer templo dórico de toda Rusia.
La moda del neoclásico que comenzó con Catalina la Grande alcanzó su punto culminante con Alejandro I. El palacio de la Bolsa de San Petersburgo, diseñado por el francés Jean-François Thomas de Thomon en 1804 es un ejemplo significativo de la arquitectura neogriega inspirada en el templo de Hera en Paestum. La Bolsa, erigida mientras Andréi Voronijin construía la catedral de Kazán, y a la que luego siguieron el inmenso Almirantazgo (de Andreián Zajárov, 1806-1815, que se hace eco de las proporciones en gran escala de Boullée), la catedral de San Isaac (cuyo dibujo, realizado por el francés August de Montferrand, se basa en el Panteón parisino) y la arquitectura italianizante de Carlo Rossi (por ejemplo, el Palacio del Senado (1829-1834) y el palacio Mijáilovski (1819-1825), hicieron de San Petersburgo, con sus fachadas en estuco coloreado y emergentes detalles en blanco, una de las ciudades más consistentemente neoclásicas de Europa. Junto con Rossi, el arquitecto neoclásico más importante de San Petersburgo fue Vasili Stásov, a quien se deben las extensas casernas y establos incluyendo iglesias con cinco cúpulas y el último juego de la ciudad, el arco de triunfo en la vía a Moscú (1834).
Aunque Moscú fue también afectado por el estilo neoclásico y, aunque con episodios interesantes, nunca alcanzó los resultados de San Petersburgo. El nombre ligado a muchas arquitecturas clasizantes de Moscú es Matvéi Kazakov (1738-1812), que fue responsable del Palacio del Senado en el Kremlin. En lugar de ello, a finales del siglo XVIII, una serie de edificios clasizantes de Moscú son reconducibles al mencionado Giacomo Quarenghi, al cual, a raíz de Kazakov, fue seguido por los arquitectos como Domenico Gilardi (que se remonta al estilo imperial) y Ósip Bové (activo durante la reconstrucción de la ciudad después del desastroso incendio de 1812).

Edificios neoclásicos en Rusia
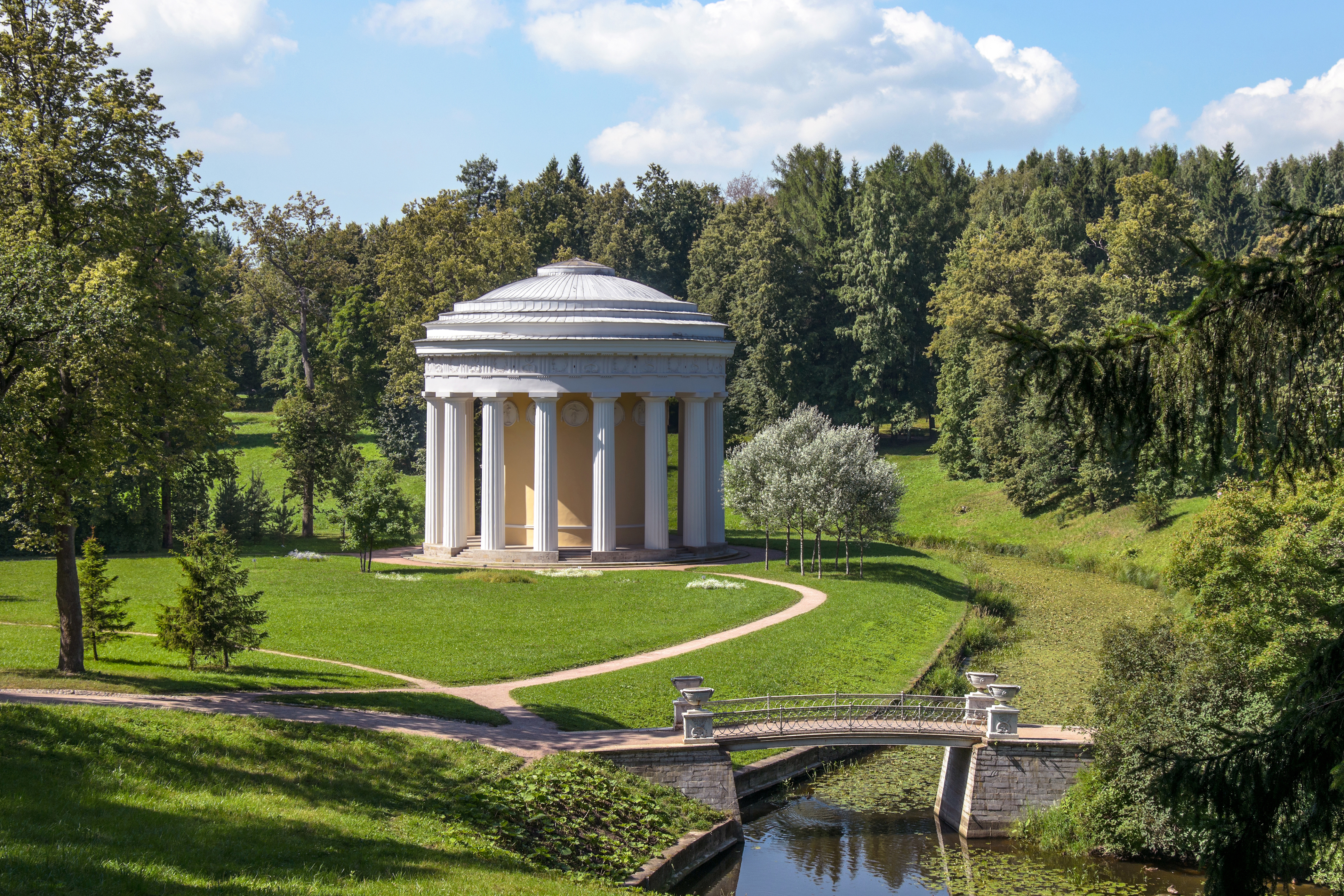
Charles Cameron, Templo de la Amistad (1781-1784) en el parque del palacio Pávlovsk, junto al río Slavyanka
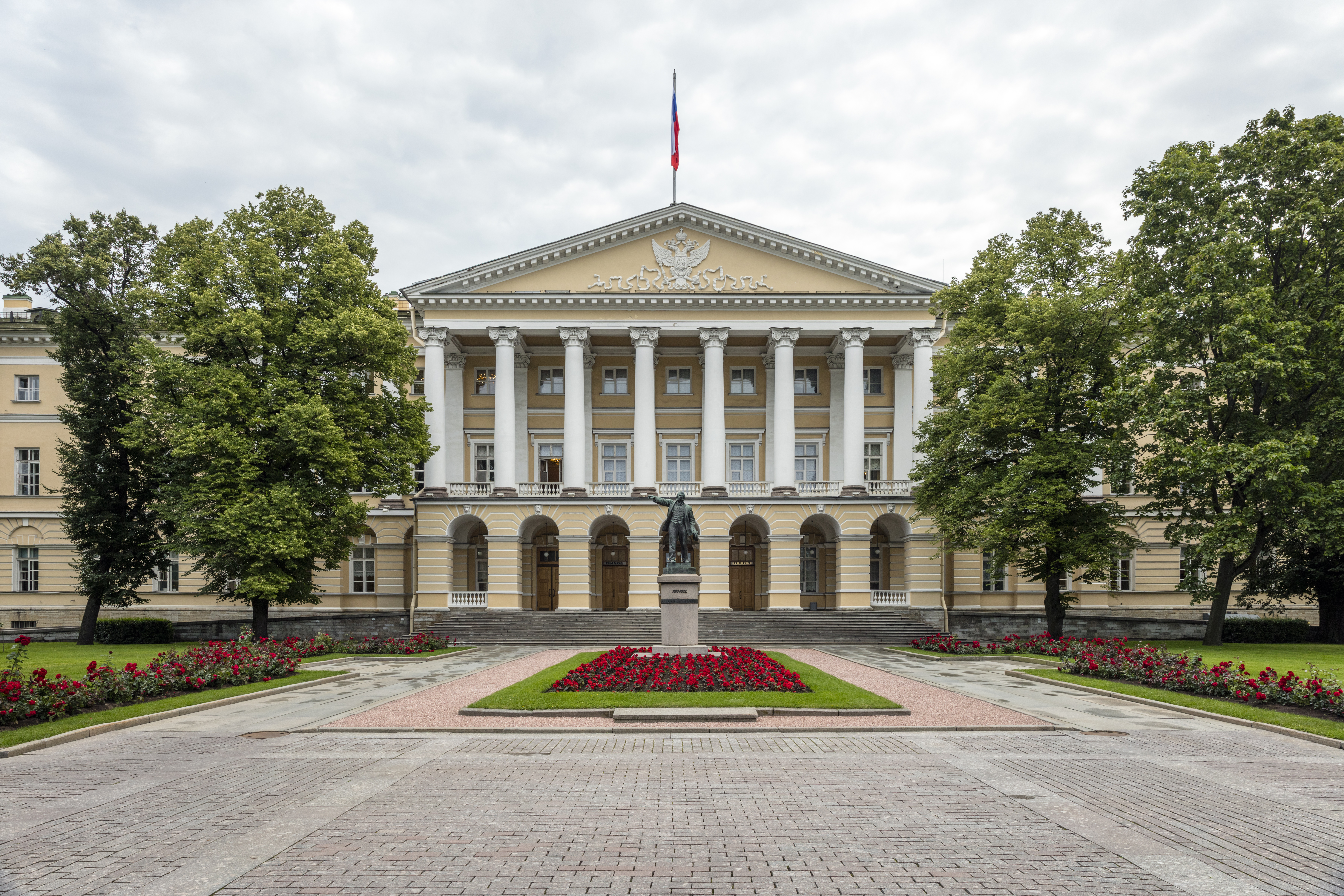
Giacomo Quarenghi, Instituto Smolny (1806-1808)
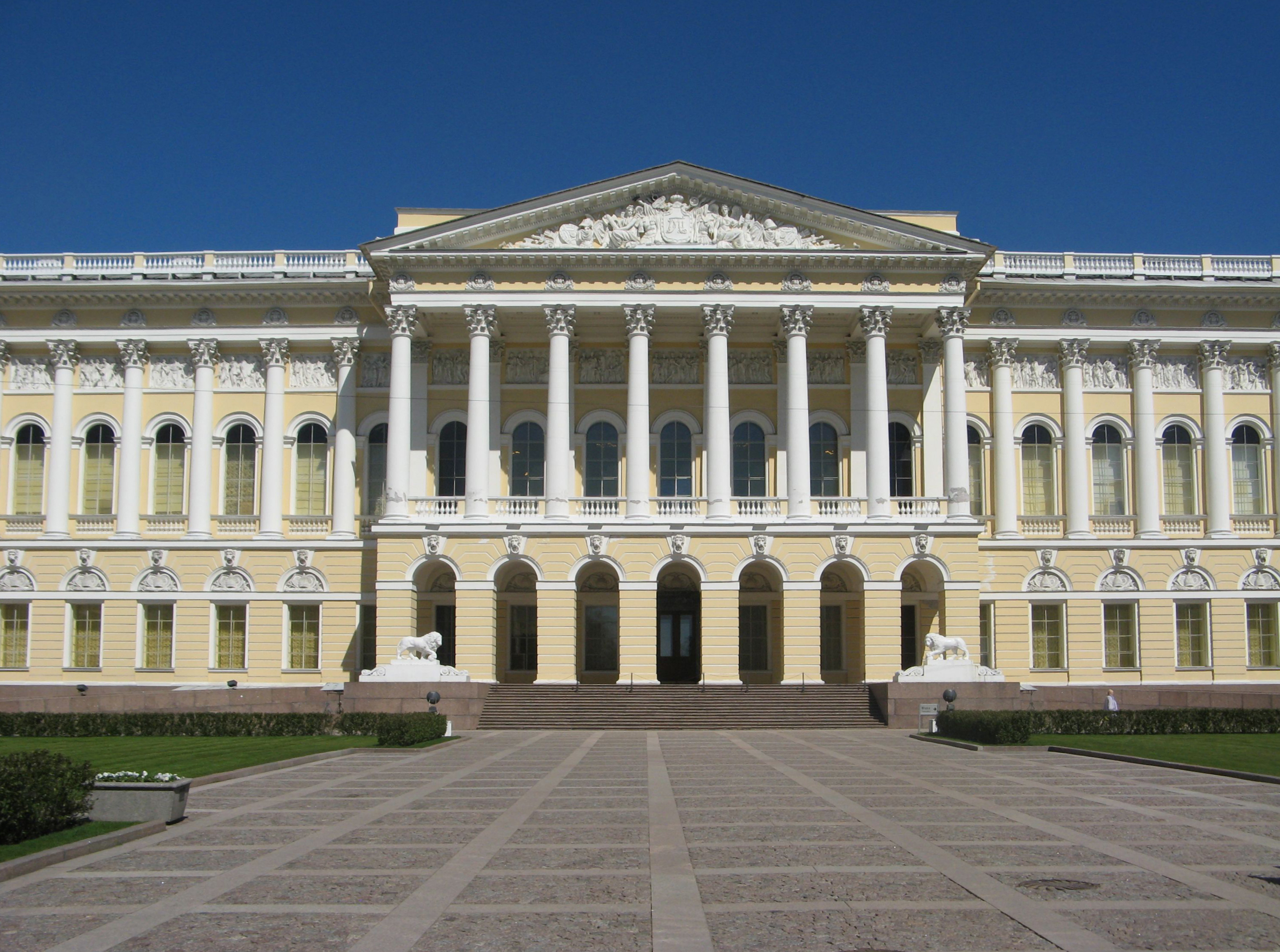
Carlo Rossi, palacio Mijáilovski (1819-1825), San Petersburgo, hoy sede del Museo Estatal Ruso
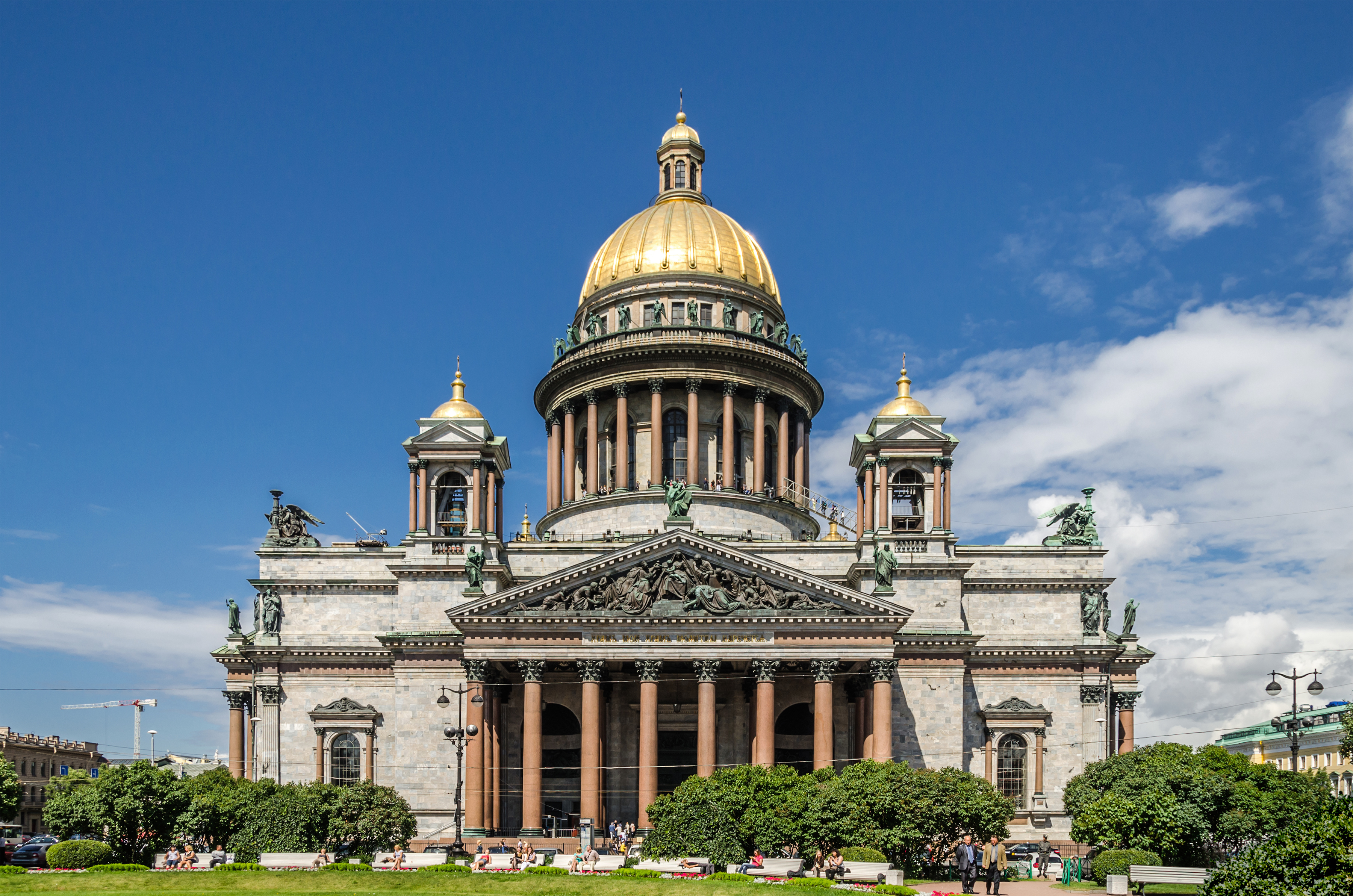
August de Montferrand, catedral de San Isaac (1818-1858), San Petersburgo

## La era de Catalina II (1762-1796)

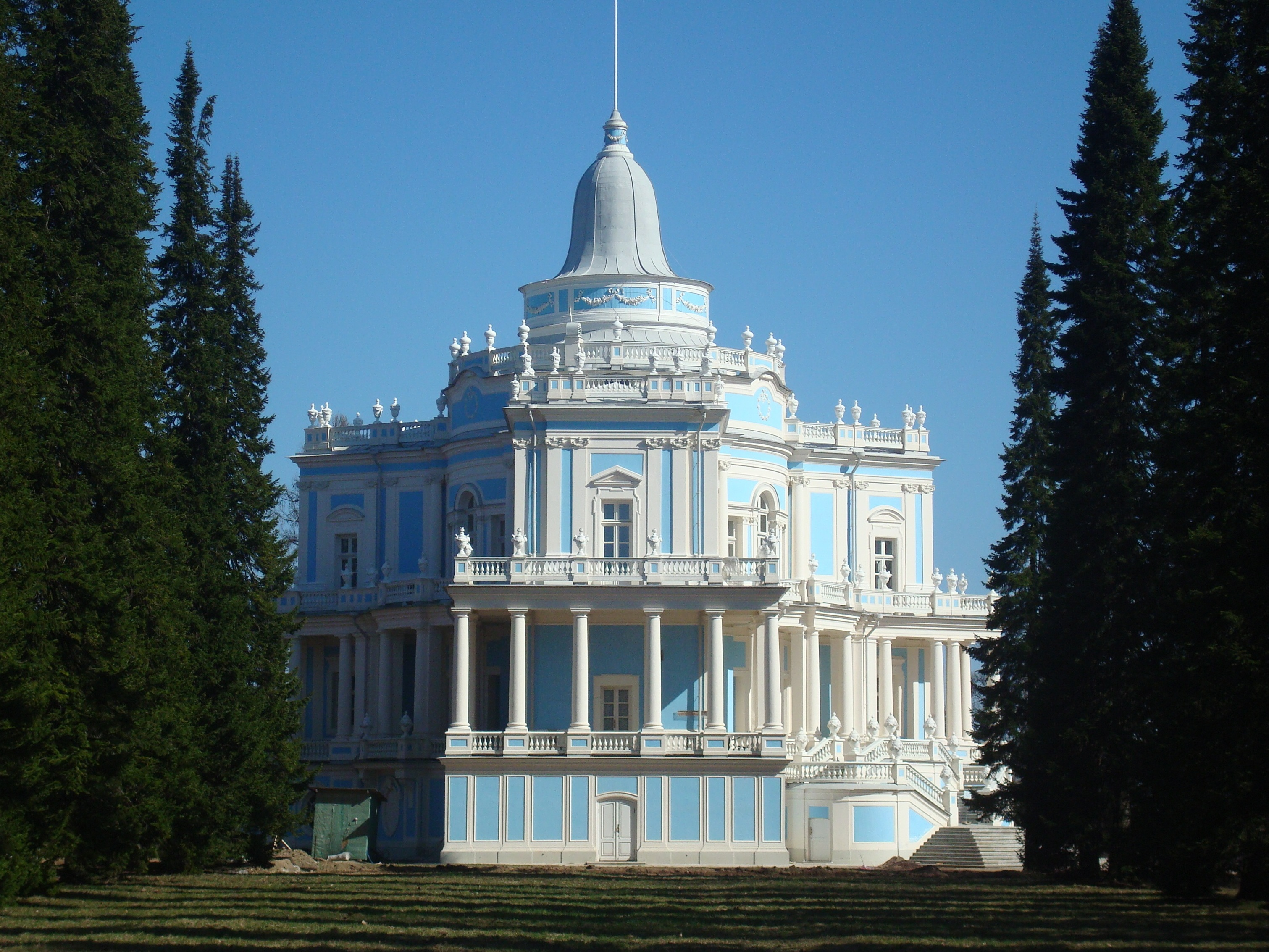
Antonio Rinaldi, el pabellón Katálnaya Gorka (1762-1774) en el palacio Oranienbaum

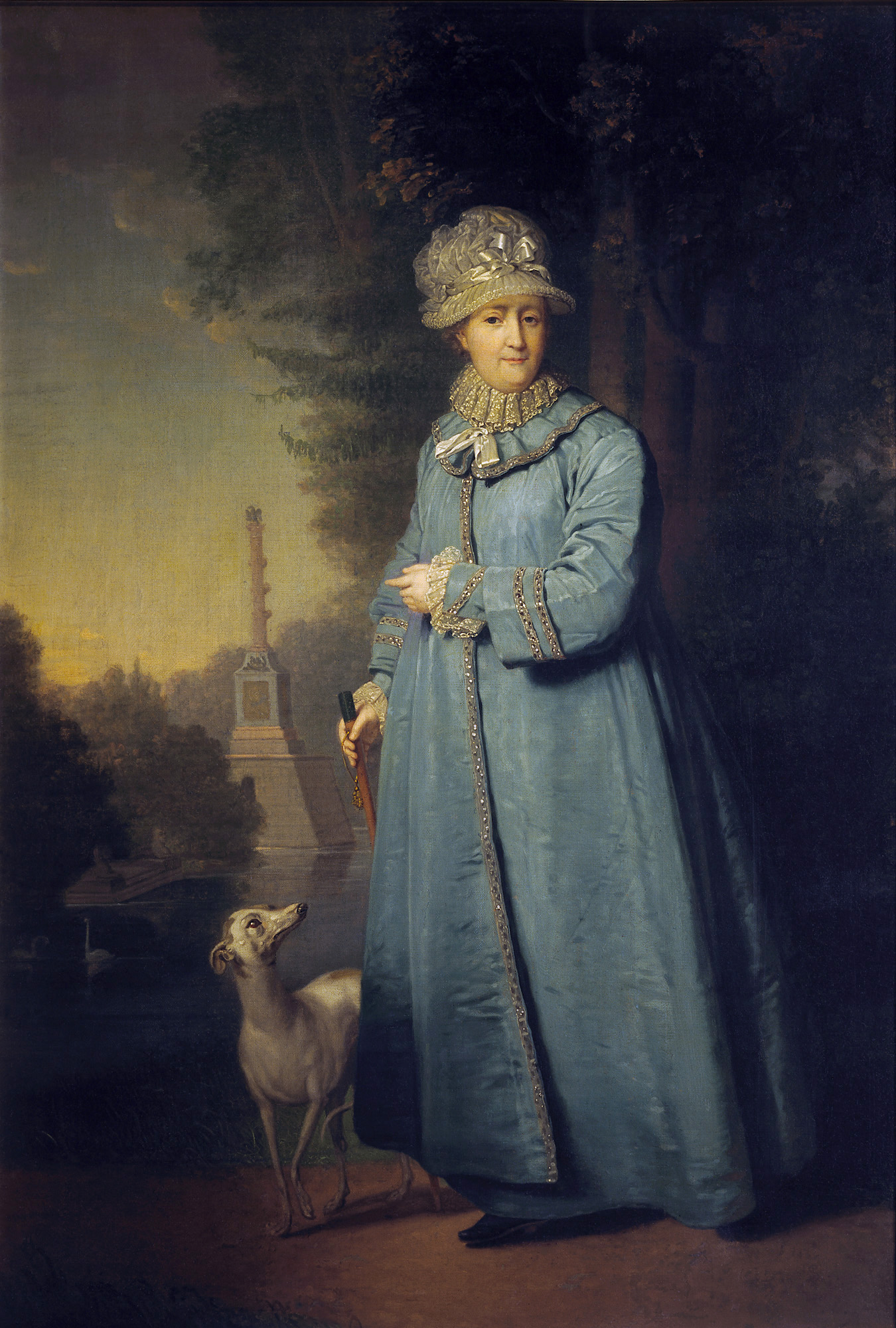
Catalina II en Tsárskoye Seló, 1794 en una pintura de Vladimir Borovikovski

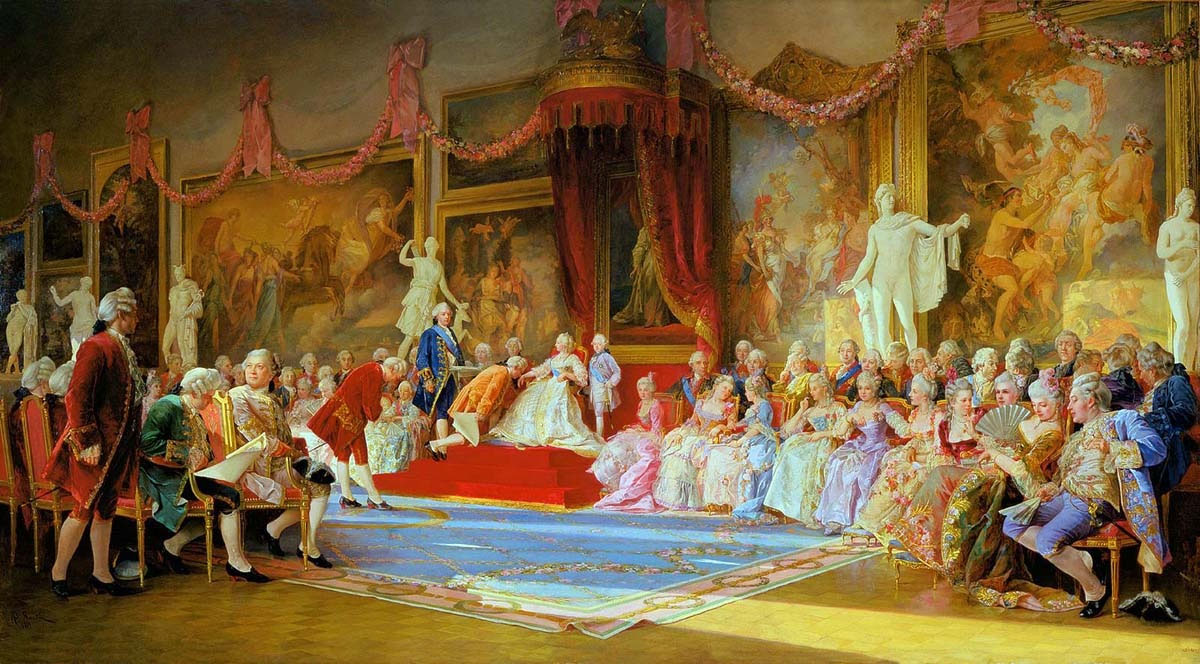
La inauguración de la Academia de Bellas Artes de San Petersburgo en una pintura de Valeri Jacobi de 1889, Museo del Louvre

Perteneciente a la clase cosmopolita europea del siglo XVIII, Catalina II, durante su largo reinado, marcó el tono de la vida social e intelectual rusa. La era de Catalina fue un punto de inflexión para la nobleza rusa, en el arte y la literatura. El idioma francés se convirtió en el idioma de la corte y con la lengua también aparecieron las ideas de la Ilustración.

### Los comienzos
En 1762, la emperatriz ordenó la construcción del palacio Oranienbaum y, en esa ocasión, Antonio Rinaldi construyó el palais chinois (1762 a 1768) (una mezcla de elementos de arquitectura barroca, del clasicismo y arquitectura tradicional china) y el pabellón de Katálnaya Gorka (o de las "montañas rusas") (1762-1774). En ese pabellón cilíndrico desde el cual se extienden tres alas, con una cúpula y un arco de triunfo con la torre terminada con una aguja, se transparenta la búsqueda de nuevos esquemas de composición.
En 1763, Catalina encargó al arquitecto francés Jean-Baptiste Michel Vallin de La Mothe y al ruso Aleksandr Kokórinov la construcción de la nueva sede de la Academia de Bellas Artes de San Petersburgo. De La Mothe realizó varias obras de 1764 a 1775 y en 1766 se convirtió en el arquitecto de la corte.
La Academia desde 1764 fue dirigida por el filántropo consejero para la educación de Catalina Iván Betskói.También en aquellos años la emperatriz y Betskói, que habían sido un patrón regular de un sistema de educación pública en Rusia, habían concebido el ambicioso proyecto de construir un orfanato en Moscú. Este experimento idealista de orientación iluminístico tenía como objetivo crear el «ciudadano ideal» a través de la recuperación de miles de huérfanos que recibirían una educación adecuada. El proyecto del orfanato fue confiado a Karl Blank quien, formado en la escuela de Bartolomeo Rastrelli, fue el arquitecto que había construido los primeros edificios neoclásicos en Moscú, incluido el orfanato.

### Años 1770. Nuevos impulsos
En 1773, la emperatriz escribió una carta a la Academia real de arquitectura de Francia anunciando un concurso, e invitó a algunos arquitectos a diseñar una casa en la que estarían presentes simultáneamente las formas propias a las antigüedades griegas y romanas. Dos académicos franceses, Charles de Wailly y Charles-Louis Clérisseau, enviaron sus dibujos, pero fueron mal recibidos. Catalina, en 1778, anunció entonces que contrataría dos arquitectos italianos porque «los franceses que conocemos aquí, saben demasiado y construyen casas terribles, todo porque saben demasiado». En 1779, le pidió a su ministro, el barón Friedrich Melchior Grimm y a Johan Friedrich Reiffenstein, en ese momento representante en Roma de la Academia de Bellas Artes de Petersburgo, que encontraran a dos arquitectos.
El mismo año, los arquitectos italianos Giacomo Trombara (1742-1811) y Giacomo Quarenghi llegaron a la corte de Catalina. Bien pronto el neoclasicismo en Rusia, que en su primera fase había tomado las ideas de la arquitectura francesa de mediados del siglo XVIII, quedó más abierto a las experiencias interpretativas del paladianismo, especialmente del de Inglaterra e Italia.

### Años 1780. Giacomo Quarenghi
Ed or sul bianco Neva l'augusta/Donna immortal chiamollo, altere moli/Alza ed il nome suo con quelle al cielo
Ippolito Pindemonte, 1784

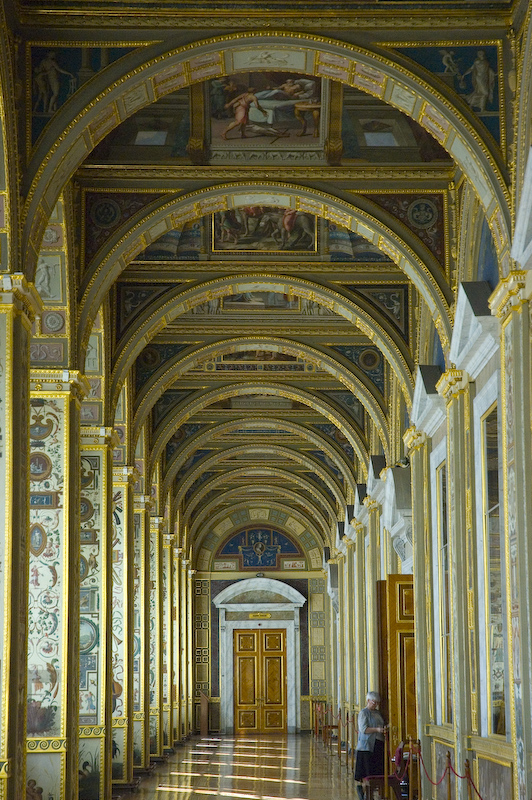
La loggia de Rafael en el Ermitage de Giacomo Quarenghi (1787-1792)

El arquitecto escocés Charles Cameron (1743-1812), también invitado por los agentes de Catalina, llegó a San Petersburgo en 1779. Su primer encargo fue la galerie Cameron en el palacio de Catalina en Tsárskoye Seló, y después, entre 1781 y 1796, construyó el palacio de Pablo I en Pávlovsk, que se convirtió, en su versión original, en uno de los primeros ejemplos de villa palladienne construido en Rusia. Pero si Cameron había tenido éxito con sus policromías imaginativas, los herederos de Catalina, Pablo y su esposa María Fiódorovna le habían impuesto una sobriedad absoluta, por lo que en Pávlovsk fue preeminente el uso del blanco y el oro. Sin embargo, Cameron nunca supo adaptarse al nuevo gusto y eso fue lo que favoreció a Quarenghi. Quarenghi, que se convirtió en arquitecto oficial de Catalina II, entre 1780 y 1785, transformó San Petersburgo convirtiéndola en una ciudad clásica.
Catalina, como primer encargo, en 1779 confió al arquitecto bergamasco la tarea de introducir el estilo neoclásico en el palacio de Peterhof. La intervención se llevó a cabo en el suroeste del Parco Superiore, donde se construyó el Parco Inglese y en su interior el Palazzo Inglese, que se convirtió en el modelo en el que se inspiraran en Rusia hasta principios del siglo XIX para las villas en el campo.
Entre 1782 y 1785 creó el Teatro del Hermitage, cuyo interior está inspirado en el Teatro Olímpico de Vicenza y para las decoraciones y los capiteles, en las ruinas del Teatro de Pompeyo. Más tarde, siempre en el gran complejo del Hermitage, entre 1787-1792 diseñará y construirá un ambiente que fue la copia exacta de las loggias del Vaticano. Catalina ya estaba desde 1778 en posesión de copias de los dibujos de los plafones de las Logias de Rafael del Palacio del Vaticano, y había dado la orden a von Grimm de que escribiera a Reiffenstein, en Roma, para realizar en Roma copias de las bóvedas de tamaño natural. Las pinturas encáusticas (una técnica basada en el uso de la cera) fueron hechas por Christopher Unterperger y serán las que fueron colocadas en el Museo del Hermitage.
En 1783, diseñó el palacio del Banco de Estado a lo largo del canal Griboyédova, dada la importancia del edificio, el autor dio al conjunto monumental un aspecto majestuoso, con planta de herradura, conectado en la parte cóncava, con galerías abiertas. La actitud del arquitecto fue diferente en la más sobria Academia de Ciencias (1783-1789) donde el exterior, desprovisto de ornamentos, está marcado por un pesado pórtico en orden jónico y dentro las elegantes proporciones y solemnidad de los espacios recuerdan el sabor de la antigua Roma. En esos años Quarenghi también había trabajado, después de las intervenciones del arquitecto ruso Karl Blank y de Francesco Camporesi, en completar el Palacio de Catalina en Moscú (1790-1797).
Quarenghi había construido numerosos palacios y puesto de moda un original estilo monumental, de inspiración palladiana, que fue de referencia para muchos arquitectos que trabajaban en Rusia, entre ellos Iván Starov, que para el príncipe Potiomkin, político favorito de la emperatriz, realizó el palacio Táuride (1783-1789). El edificio, que consta de un cuerpo central y dos alas adyacentes complementadas por pabellones laterales, en perfecta adhesión con la tipología de la villa palladiana se convirtió en una referencia para muchos otros edificios nobles. Lo mismo vale para el multifacético Nikolái Lvov, que, entre otras cosas, tradujo I quattro libri dell'architettura de Palladio, y que realizó la iglesia de la Trinidad en San Petersburgo (1785-1787) consistente en una rotonda y una torre campanario piramidal.

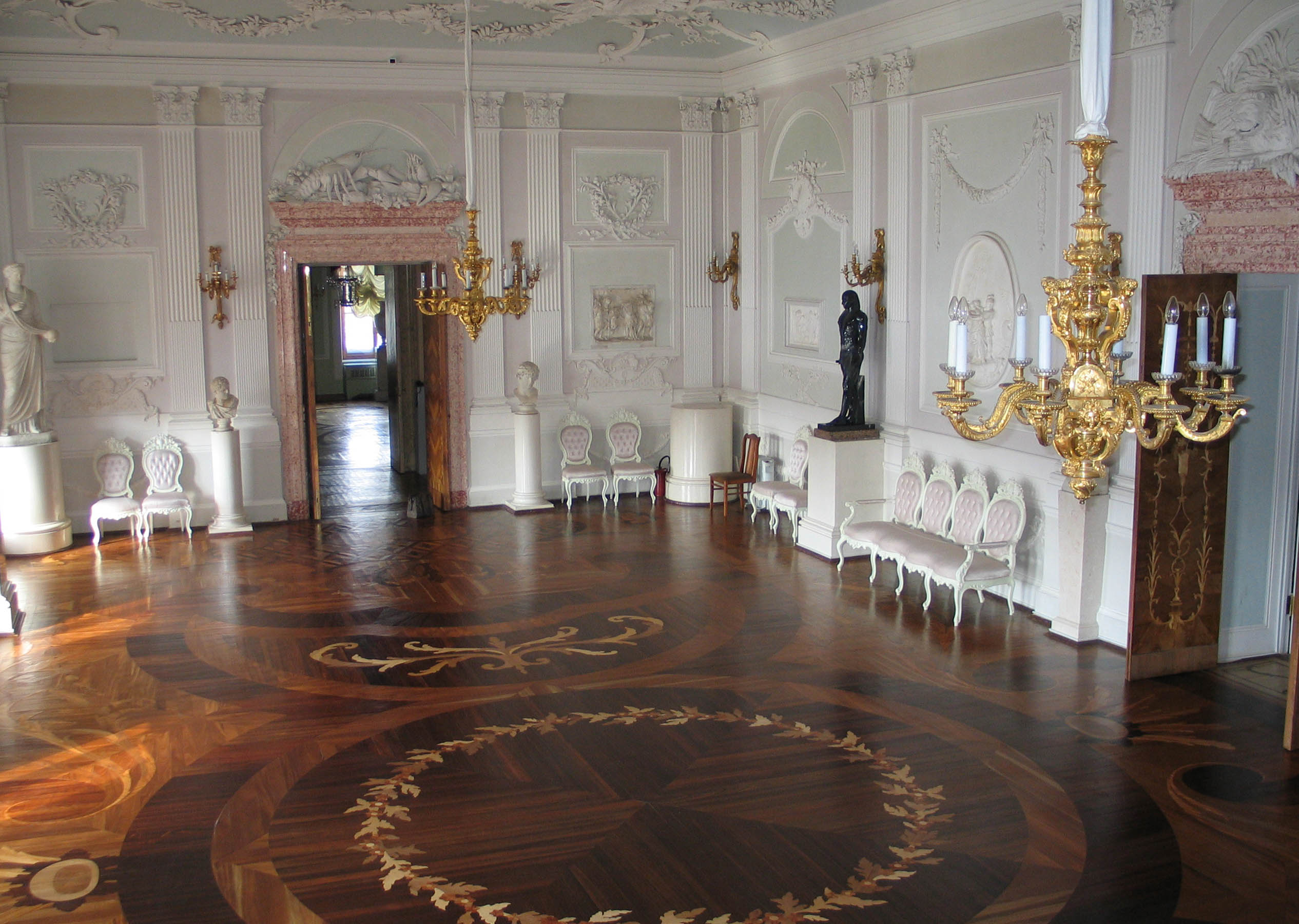
La sala blanca del Palacio de Gátchina de A. Rinaldi en Gátchina (1766-1781)
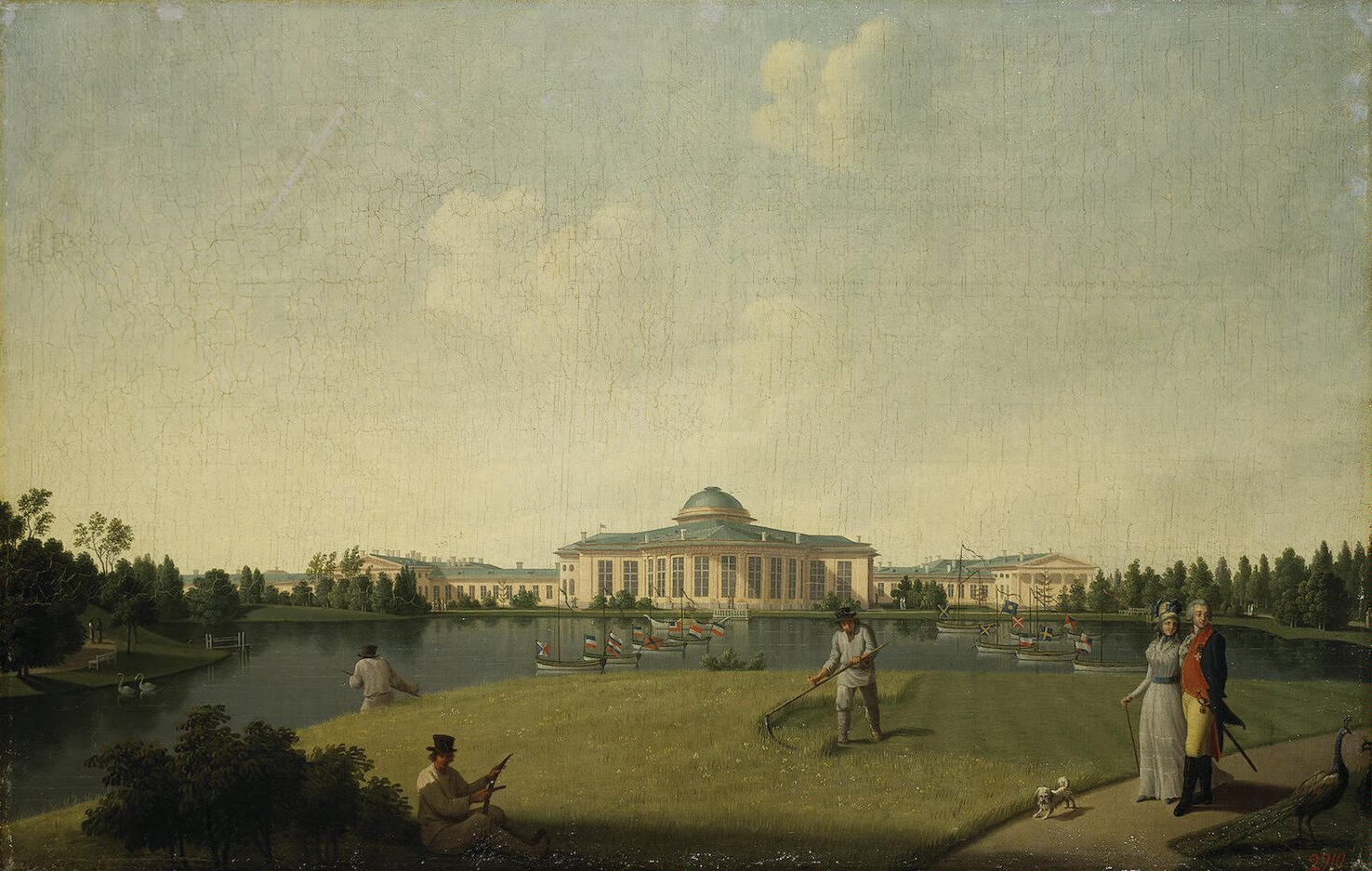
Iván Stárov, el Palacio Táuride (1783-1789), en una tela del siglo XVIII
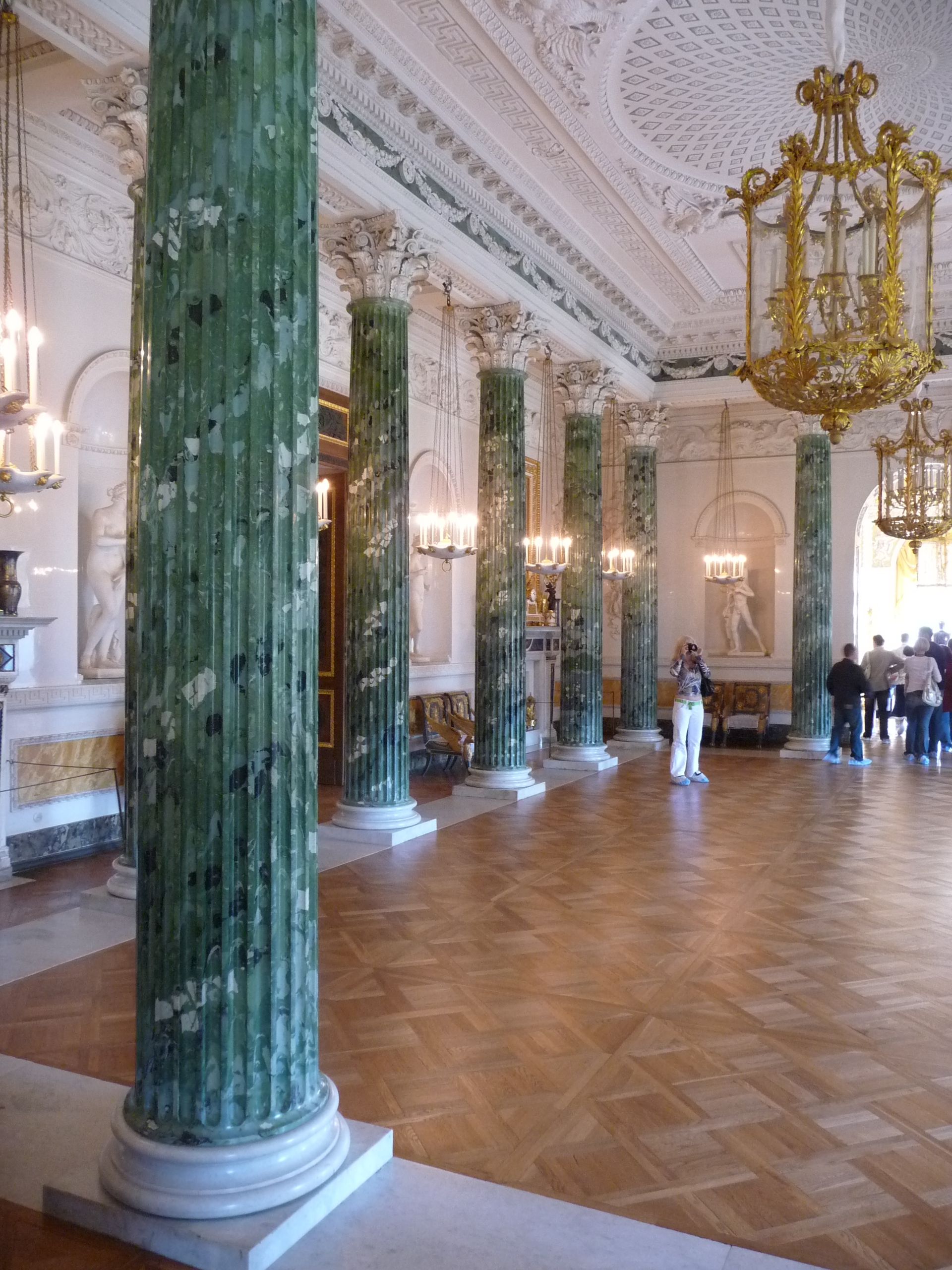
Vincenzo Brenna, La sala griega en el palacio Pávlovsk (1789)
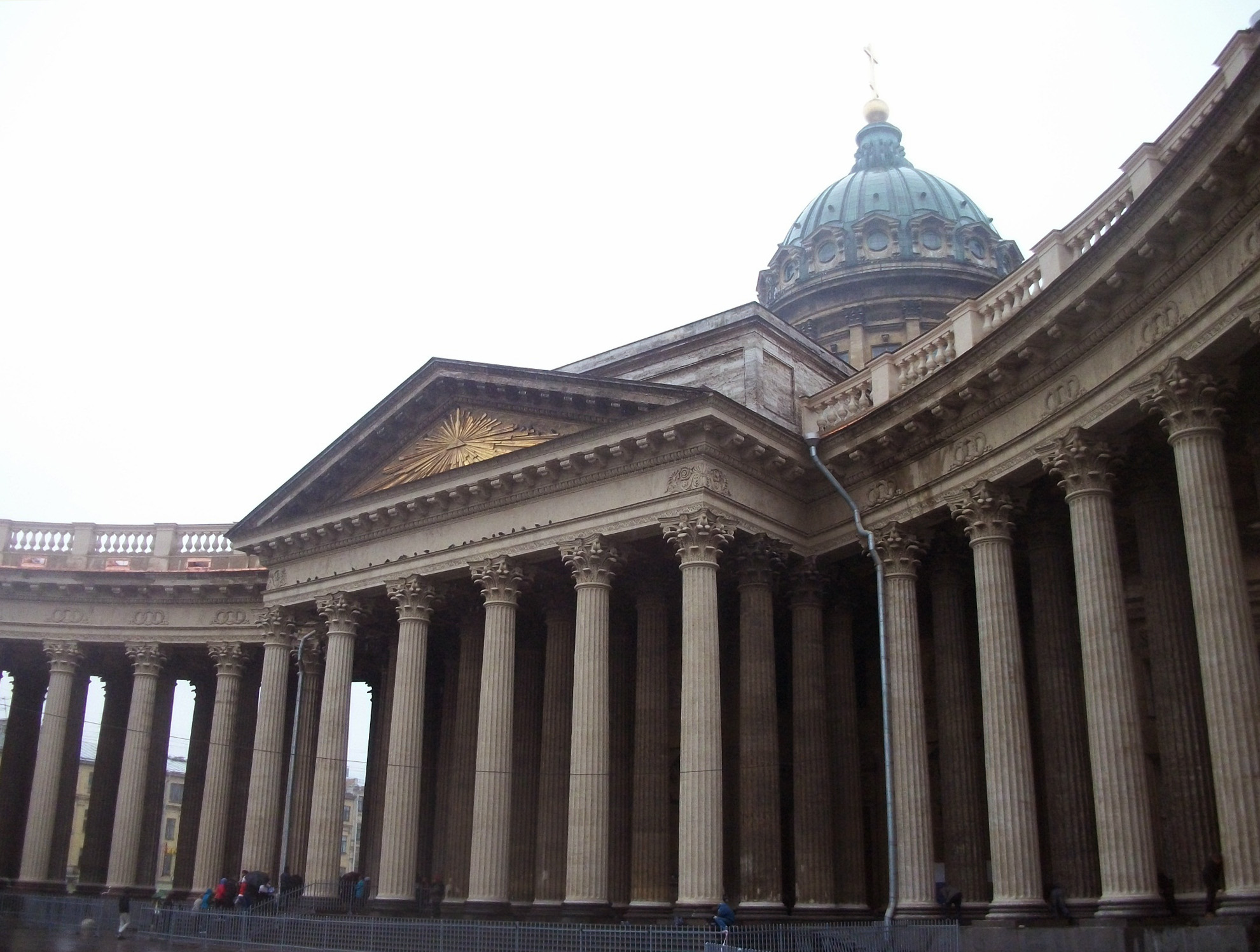
Catedral de Kazán de Andréi Voronijin (1801-1811)

## El período de Pablo I (1796-1801)
A la muerte de Catalina, su hijo Pablo fue nombrado emperador; pero puesto que, durante su breve reinado, había mostrado signos de desequilibrio mental, no duró mucho. Sus reformas habían limitado los derechos de la nobleza y en 1801 fue asesinado por un grupo de conspiradores, incluido entre ellos el hijo heredero del trono Alejandro.
Lo más destacable de las innovaciones fue el cambio de gusto, cuyo mejor ejemplo se realizó en el cuidado de los interiores del palacio Pávlovsk, que los soberanos habían elegido como su hogar. La consorte del emperador Maria Fiódorovna había intentado introducir en su hogar los refinamientos que había llegado a conocer durante su visita a Francia en 1782. Esto se manifestó en las decoraciones y especialmente en mobiliario; la misma emperatriz se deleitaba haciendo objetos de marfil, ámbar y bronce. Entre las cosas más notables del palacio se encontraban algunas esculturas romanas y una vista de la Villa Aldobrandini de Jakob Philipp Hackert.

## El período de Alejandro I (1801-1825). El estilo Imperio ruso

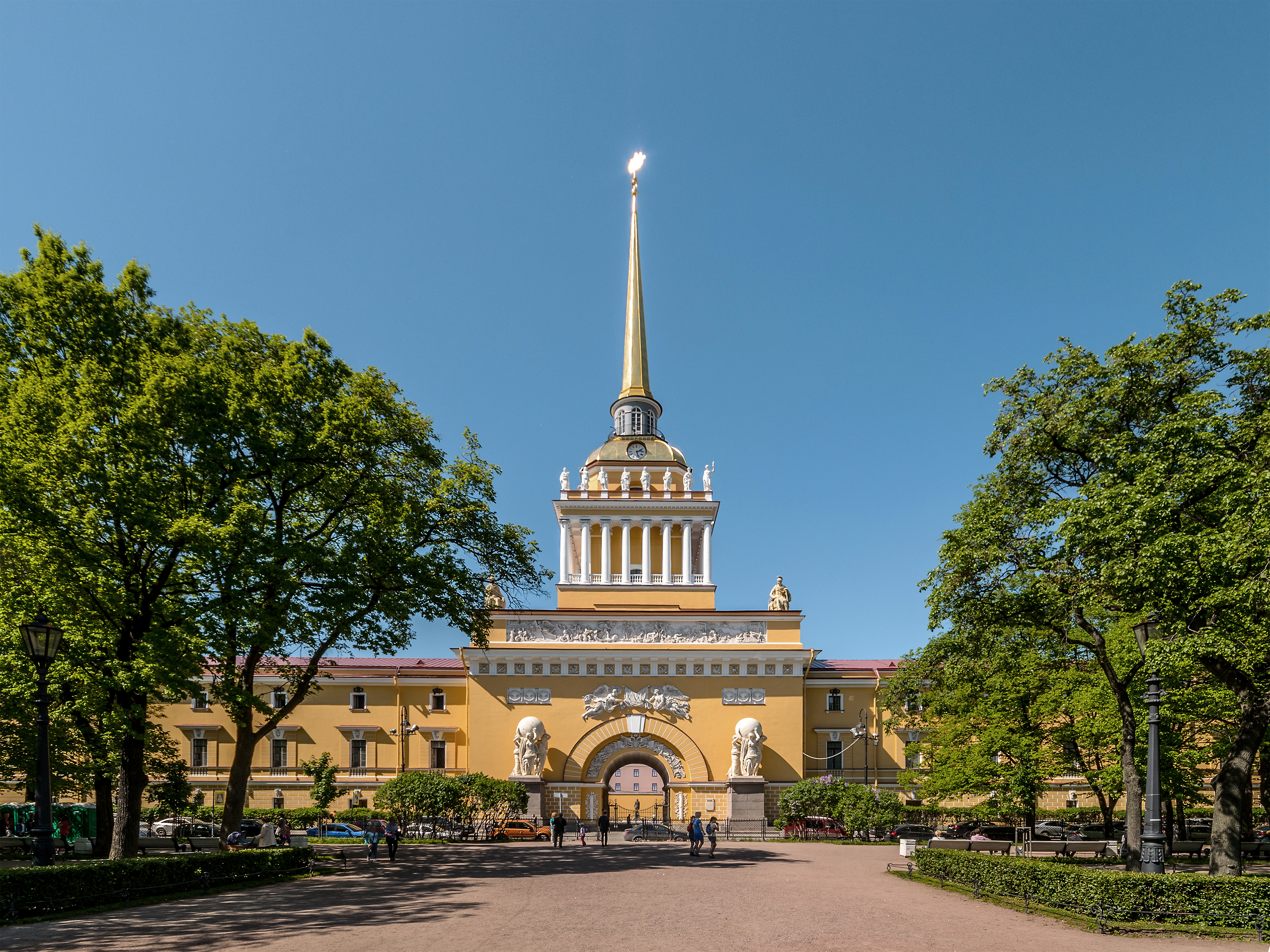
La gran flecha de la sede del Almirantazgo de San Petersburgo, obra de Andreián Zajárov (1806-1823), uno de los edificios neoclásicos mayores del mundo

La moda del Neoclasicismo que había comenzado con Catalina la Grande alcanzó su clímax con Alejandro I. El edificio de la Bolsa de Valores de San Petersburgo, diseñado por el francés Thomas de Thomone y construido entre 1805 y 1810, es un ejemplo sobresaliente de la arquitectura neogriega inspirada en el Templo de Hera de Paestum; en 1811 también se erigieron columnas rostrales.
También durante este período también se afirmaron Andréi Voronijin, que diseñó la catedral de Kazán, y Andreián Zajárov con el palacio del Almirantazgo (1806-1823), que se hacen eco las proporciones de gran escala de Boullée, pero que se ve afectada por las influencias de la Académie royale d'architecture de París refundada en la École des Beaux-Arts, así como la catedral de San Isaac de Auguste de Montferrand (cuyo diseño se basa en el Panteón de París); más cerca de la monumentalidad romana estaban las arquitecturas de Carlo Rossi (por ejemplo, el Palazzo del Senato y el palacio Mijáilovski).
El palacio del Almirantazgo (1806-1823) está rematado por una esbelta aguja dorada rematada por una veleta de oro en forma de pequeño barco (кораблик, koráblik), que es uno de los monumentos más notables de la ciudad. La torre es el punto focal de las tres principales calles más antiguas de San Petersburgo: la avenida Nevski, la calle Gorójovaia y la avenida Voznesenski, lo que subraya la importancia que en el Imperio ruso se daba a la Marina.

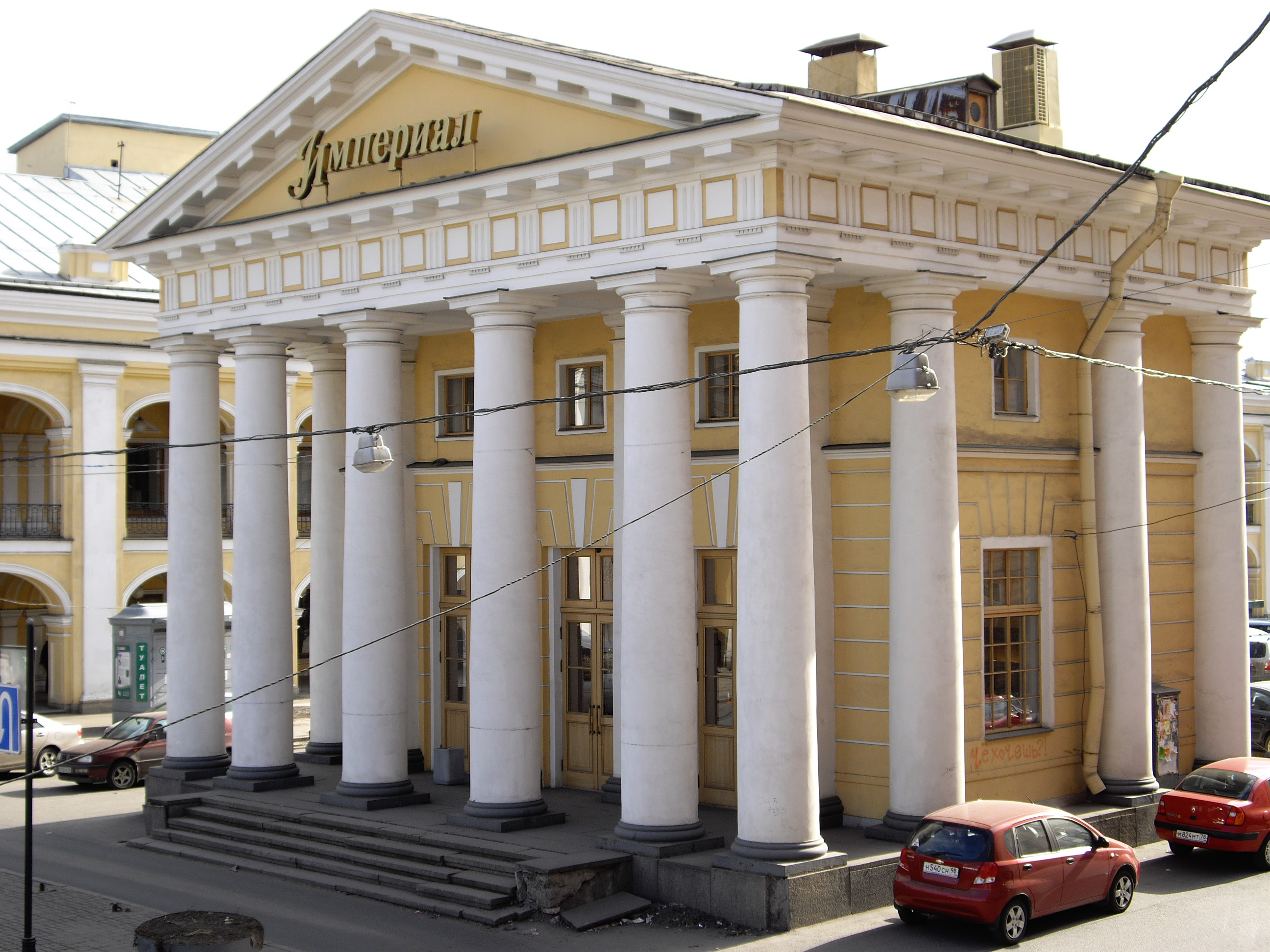
El pórtico en la perspectiva Nevski, de Luigi Rusca (1805-1806)
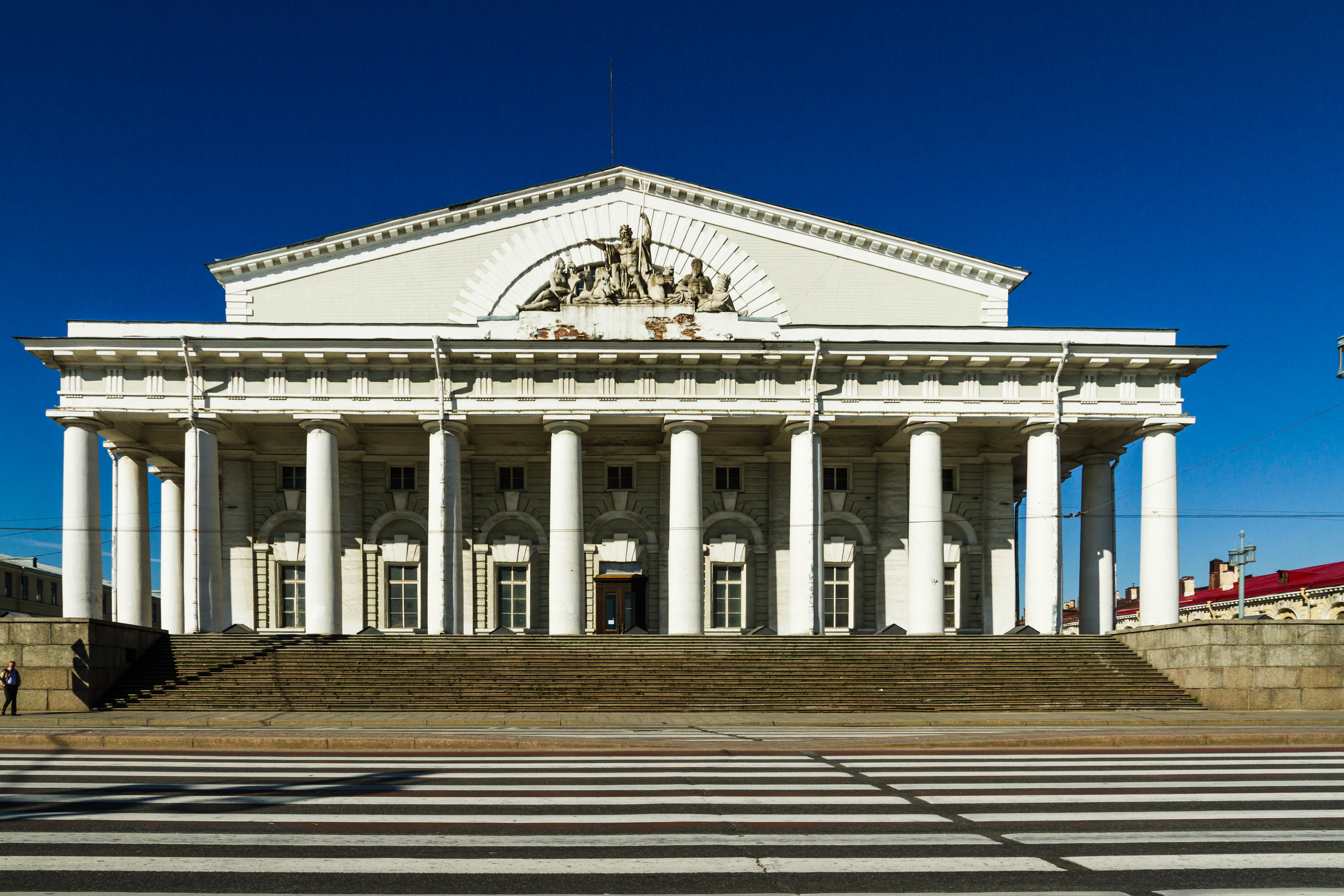
El palacio de la antigua Bolsa de San Petersburgo de Thomas de Thomon (1805-1810)
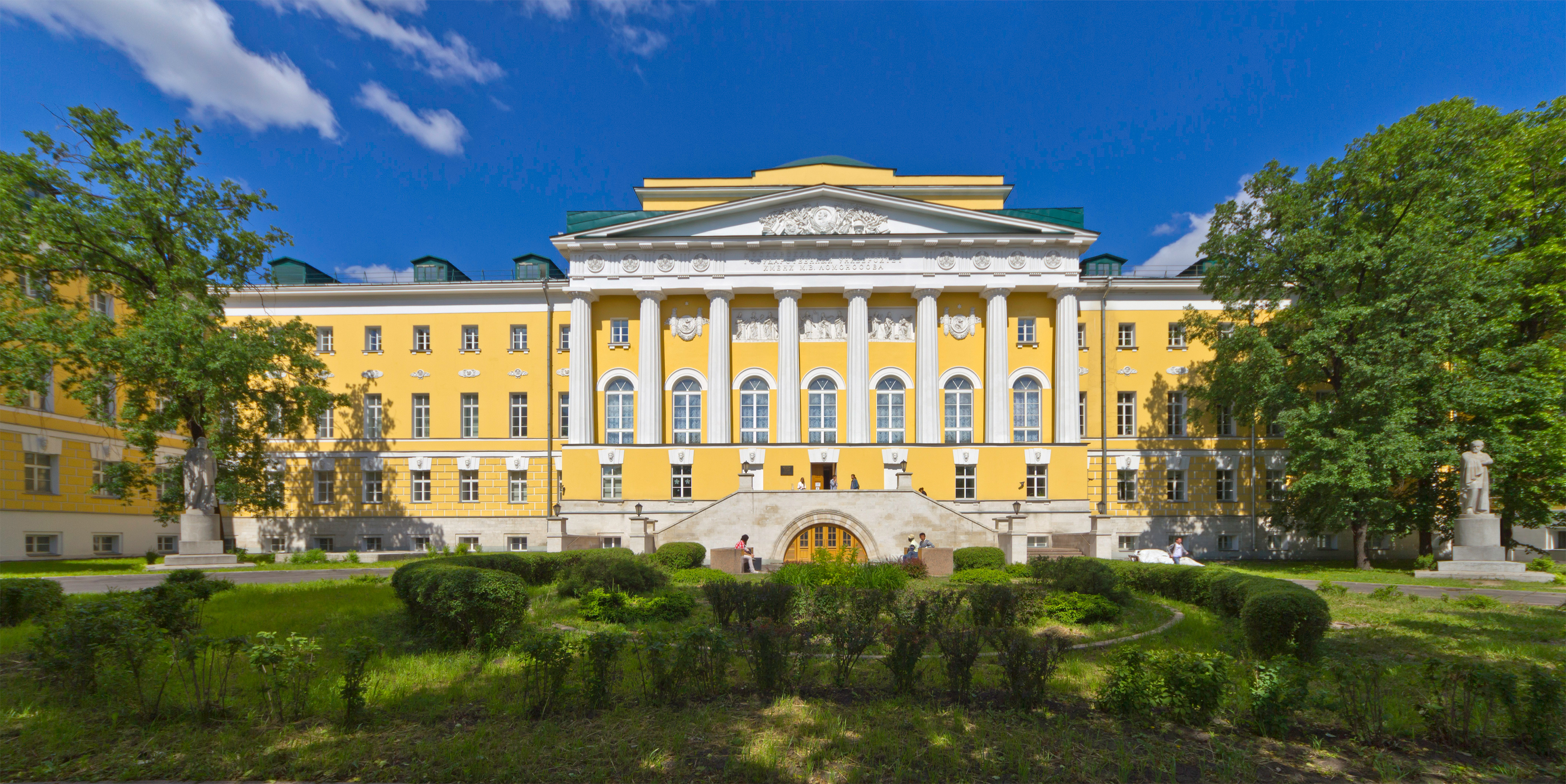
Fachada de la Universidad de Moscú, reconstruida por Domenico Gilardi (1817-1819)
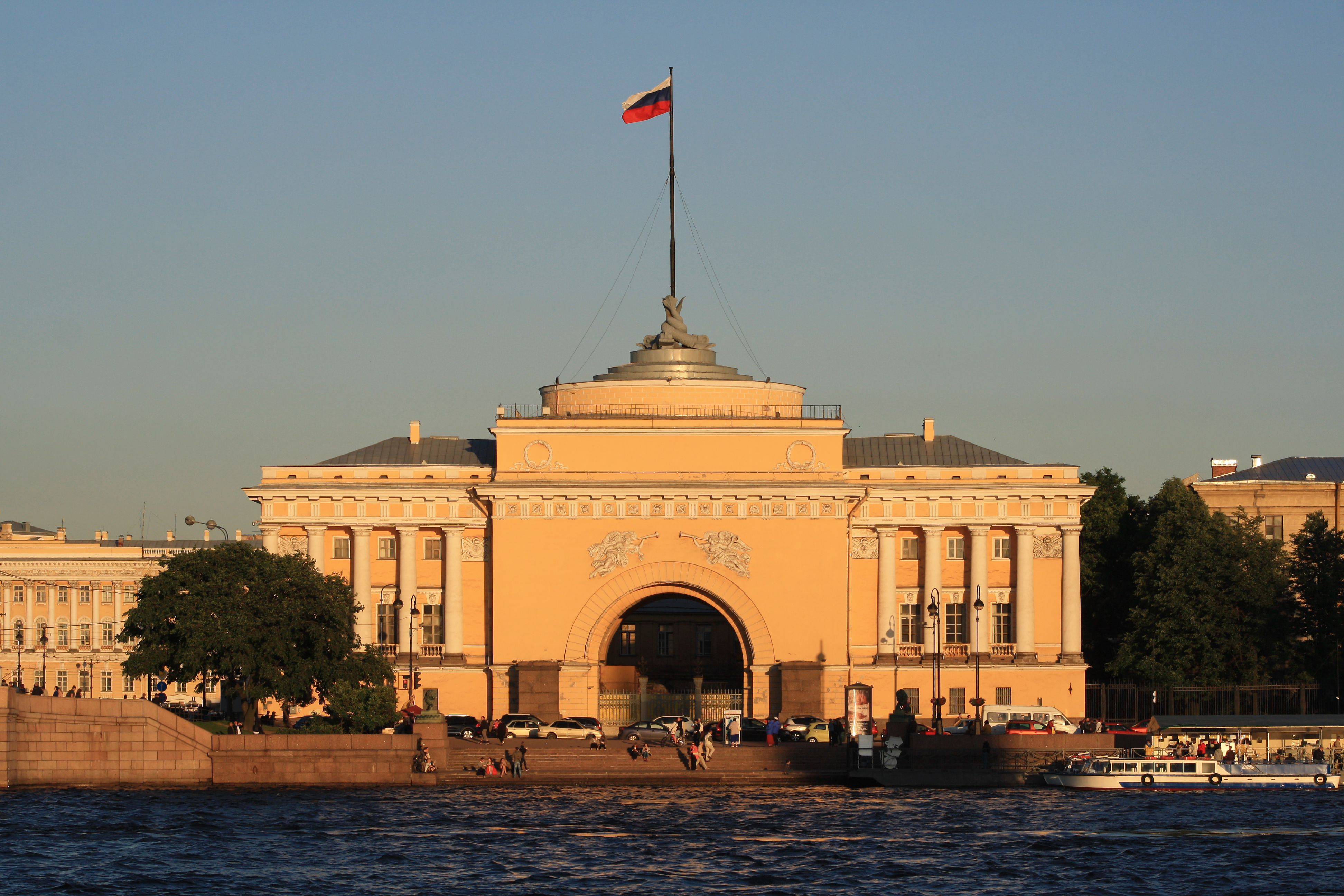
Fachada del Almirantazgo al embarcadero (1806-1823)

### La formación del estilo Imperio en Rusia
En la formación del estilo Imperio en Rusia, el papel determinante fue jugado por Moscú, debido a la necesidad de la reconstrucción de la ciudad después del incendio de 1812 En Moscú, miles de casas y numerosos palacios representativos fueron reconstruidos: Domenico Gilardi participó activamente en la reconstrucción, y entre otras cosas reconstruyó la sede de la Universidad de Moscú (1817-1818), y Ósip Bové, quien fue su colaborador y más tarde dirigió la «Oficina Estatal para la reconstrucción de Moscú» y que realizó el Primer Hospital Municipal y en 1820 planeó, modificando el proyecto de Andréi Mijáilov, el Teatro Bolshói.

### La contribución de Carlo Rossi

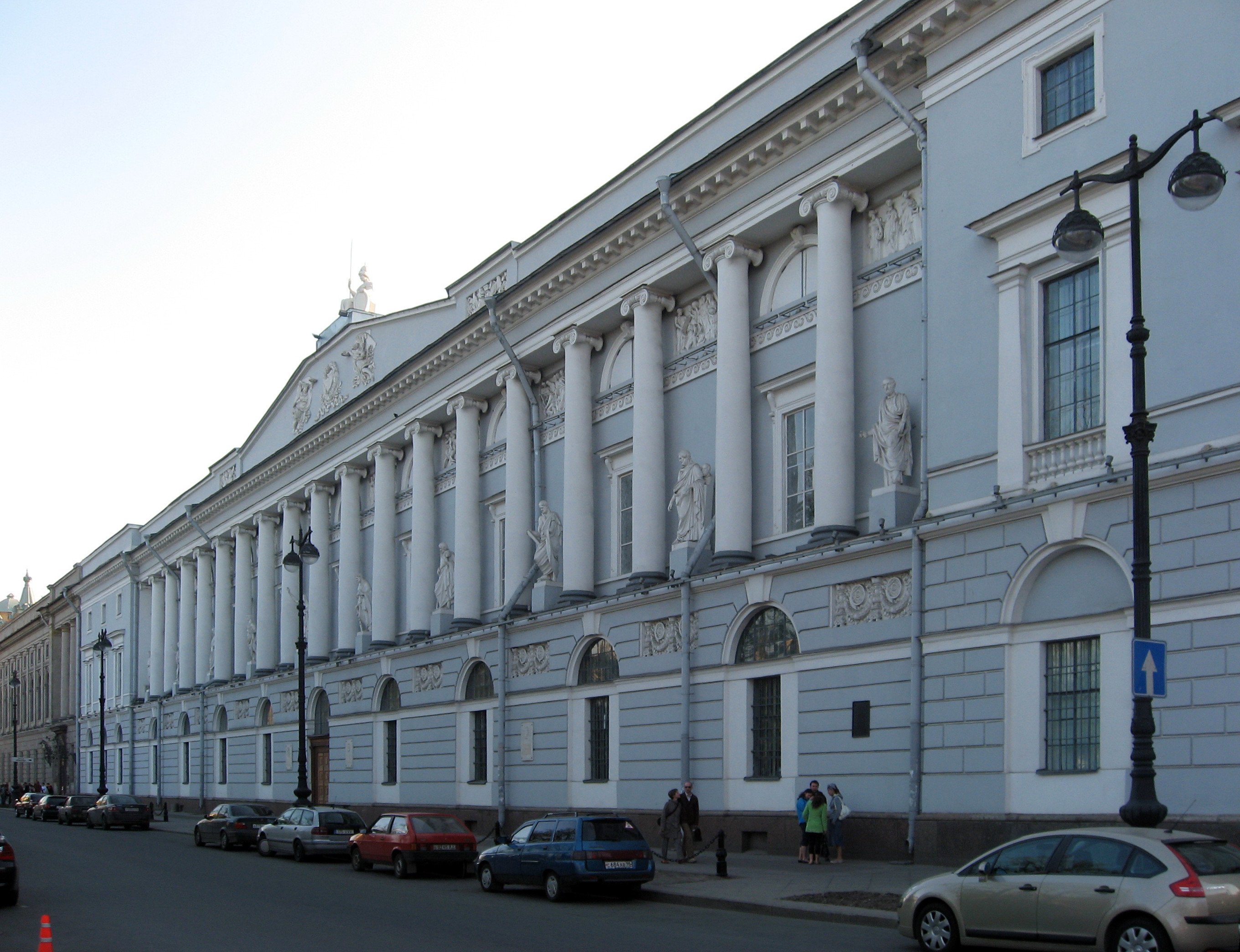
Biblioteca Nacional Rusa de Carlo Rossi (1832-1835)

Pero el arquitecto que caracterizó este período más que cualquier otro fue el arquitecto italiano Carlo Rossi, cuyas obras fueron la última gran expresión del neoclásico en Rusia. A partir de 1816 formó parte del «Comité de supervisión de las obras públicas y privadas» establecido por el zar Alejandro I. La primera realización, marcada por la grandeza del espacio y la forma, fue el palacio Mijáilovski (1817-1825) para el Gran Duque Miguel Pávlovich Románov, hermano del zar. El edificio sigue un esquema palladiano pero el lenguaje es neoclásico. Otro gran logro fue la sistematización de la plaza del Palacio y la construcción del Edificio del Estado Mayor un inmenso edificio en exedra, abierto en el centro a un gigantesco arco de triunfo.
Desde 1828 a 1832 Rossi participó en un proyecto aún más grandioso, la construcción del Teatro Aleksandrinski con la calle homónima.